# エキナカ書店大賞
エキナカ書店大賞（エキナカしょてんたいしょう）は、JR東日本クロスステーションおよび（株）ブックスキヨスクが運営する書店を中心として実施される、日本の文学賞の一つである。

## 概要
2013年に創設される。第1回から第13回までは、原則として年に2回開催されていた。コロナ禍に伴う休止を経て、第14回（2023年）からは年に一度の実施となっている。
第1回からJR東日本の駅ナカにある書店、ブックエキスプレスが主催しており、第10回からは、同書店とJR西日本の駅ナカにある書店、ブックスキヨスク、ブックスタジオが共催している。ブックエキスプレスなどの書店員が推薦する本の中から、受賞作が選考される。第10回からは、ブックエキスプレスなどの書店員が推薦する本の中から投票によってノミネート候補作品を選出し、「エキナカ書店大賞のノミネート作品」として販売、最も売れ行きの良かったものが大賞に決定される。文庫が受賞することが多いが、『［図解］電車通勤の作法』のように新書が受賞することもある。『カミングアウト』のように二次文庫が受賞することもある。書店員が選考する文学賞には、他に本屋大賞がある。
2023年、4年ぶりに第14回が催された。2020年以降に発売された「旅」をテーマにした作品が対象で、選考方法にはSNSでの投票も加わった。

## 受賞作一覧
年は受賞作の発表の年。
| 回（年）         | 賞   | 作品                                                 | 著者                 | 刊行                                |
| ---------------- | ---- | ---------------------------------------------------- | -------------------- | ----------------------------------- |
| 第1回（2013年）  | 大賞 | カミングアウト                                       | 高殿円               | 2011年2月 徳間文庫                  |
| 第2回（2013年）  | 大賞 | ミッドナイト・ラン！                                 | 樋口明雄             | 2012年10月 講談社文庫               |
| 第3回（2014年）  | 大賞 | Iターン                                              | 福澤徹三             | 2013年2月 文春文庫                  |
| 第4回（2014年）  | 大賞 | ［図解］電車通勤の作法                               | 田中一郎             | 2012年12月 メディアファクトリー新書 |
| 第5回（2015年）  | 大賞 | ペンギン鉄道なくしもの係                             | 名取佐和子           | 2014年6月 幻冬舎文庫                |
| 第6回（2015年）  | 大賞 | 扼殺のロンド                                         | 小島正樹             | 2014年4月 双葉文庫                  |
| 第7回（2016年）  | 大賞 | 七時間半                                             | 獅子文六             | 2015年5月 ちくま文庫                |
| 第8回（2017年）  | 大賞 | ロボット・イン・ザ・ガーデン                         | デボラ・インストール | 2016年6月 小学館文庫                |
| 第9回（2017年）  | 大賞 | 終電の神様                                           | 阿川大樹             | 2017年2月 実業之日本社文庫          |
| 第10回（2018年） | 大賞 | ちどり亭にようこそ 京都の小さなお弁当屋さん          | 十三湊               | 2016年7月 メディアワークス文庫      |
| 第10回（2018年） | 候補 | とにかくうちに帰ります                               | 津村記久子           | 2015年10月 新潮文庫                 |
| 第10回（2018年） | 候補 | 人質の朗読会                                         | 小川洋子             | 2014年2月 中公文庫                  |
| 第10回（2018年） | 候補 | エキナカには神様がいる                               | 峰月皓               | 2015年12月 メディアワークス文庫     |
| 第10回（2018年） | 候補 | 大相撲殺人事件                                       | 小森健太朗           | 2008年11月 文春文庫                 |
| 第10回（2018年） | 候補 | きみはポラリス                                       | 三浦しをん           | 2011年3月 新潮文庫                  |
| 第11回（2018年） | 大賞 | 店長がいっぱい                                       | 山本幸久             | 2017年10月 光文社文庫               |
| 第11回（2018年） | 候補 | メリーゴーランド                                     | 荻原浩               | 2006年12月 新潮文庫                 |
| 第11回（2018年） | 候補 | 大脱走                                               | 荒木源               | 2017年2月 小学館文庫                |
| 第11回（2018年） | 候補 | ハケンアニメ!                                        | 辻村深月             | 2017年9月 マガジンハウス文庫        |
| 第11回（2018年） | 候補 | 駅物語                                               | 朱野帰子             | 2015年2月 講談社文庫                |
| 第11回（2018年） | 候補 | おい！山田 大翔製菓広報宣伝部                        | 安藤祐介             | 2015年2月 講談社文庫                |
| 第12回（2019年） | 大賞 | 旅屋おかえり                                         | 原田マハ             | 2014年9月 集英社文庫                |
| 第12回（2019年） | 候補 | 三日間の幸福                                         | 三秋縋               | 2013年12月 メディアワークス文庫     |
| 第12回（2019年） | 候補 | こっちへお入り                                       | 平安寿子             | 2010年12月 祥伝社文庫               |
| 第12回（2019年） | 候補 | 神様のケーキを頬ばるまで                             | 彩瀬まる             | 2016年10月 光文社文庫               |
| 第12回（2019年） | 候補 | トライアウト                                         | 藤岡陽子             | 2015年3月 光文社文庫                |
| 第12回（2019年） | 候補 | 星やどりの声                                         | 朝井リョウ           | 2014年6月 角川文庫                  |
| 第13回（2019年） | 大賞 | スーツケースの半分は                                 | 近藤史恵             | 2018年5月 祥伝社文庫                |
| 第13回（2019年） | 候補 | もし僕がいま25歳なら、こんな50のやりたいことがある。 | 松浦弥太郎           | 2016年03月 講談社+α文庫             |
| 第13回（2019年） | 候補 | ラブレス                                             | 桜木紫乃             | 2013年12月 新潮文庫                 |
| 第13回（2019年） | 候補 | 八月の六日間                                         | 北村薫               | 2016年6月 角川文庫                  |
| 第13回（2019年） | 候補 | 宝の地図をみつけたら                                 | 大崎梢               | 2019年4月 幻冬舎文庫                |
| 第13回（2019年） | 候補 | 物語のおわり                                         | 湊かなえ             | 2018年1月 朝日文庫                  |
| 第14回（2023年） | 大賞 | ももこの世界あっちこっちめぐり                       | さくらももこ         | 2021年3月 集英社文庫                |
| 第14回（2023年） | 大賞 | ニッポン47都道府県：正直観光案内                     | 宮田珠己             | 2022年7月 幻冬舎文庫                |
| 第15回（2024年） | 大賞 | どこでもいいからどこかへ行きたい                     | pha                  | 2020年2月 幻冬舎文庫                |